# Knochenbruch

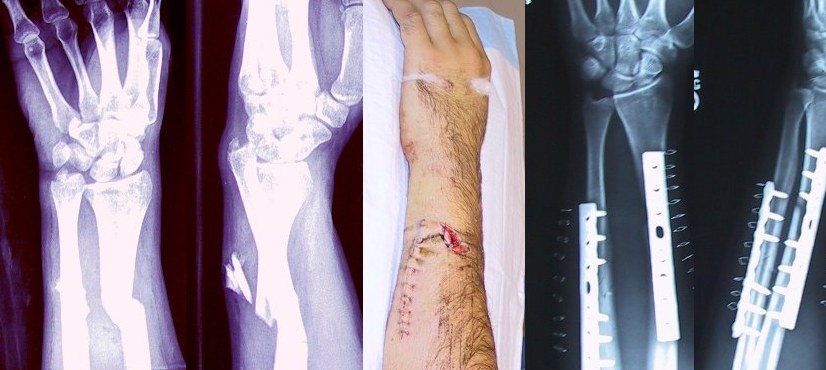
Fraktur des Armes (Armbruch)

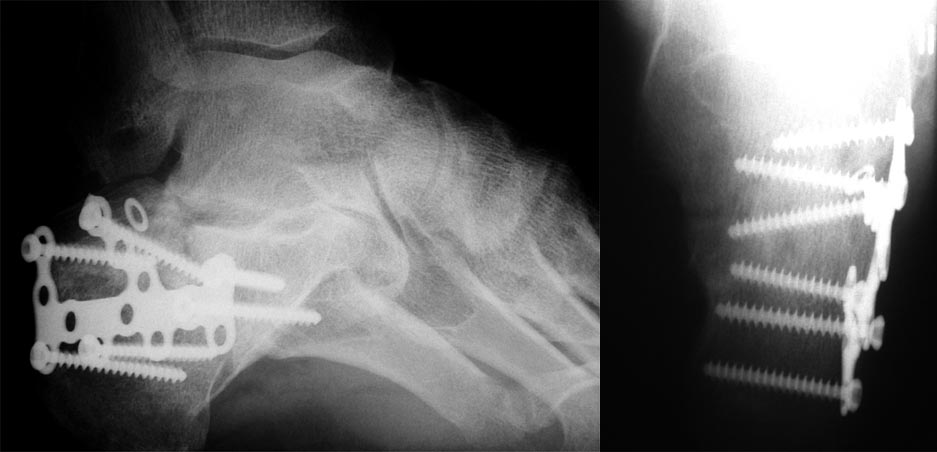
Röntgenbild einer Fersentrümmerfraktur mit Verplattung

Ein Knochenbruch oder eine Fraktur (lateinisch fractura ‚Bruch‘, von lateinisch frangere ‚brechen‘), veraltet auch Beinbruch und kurz auch Bruch, ist eine Unterbrechung der Kontinuität eines Knochens unter Bildung zweier oder mehrerer Bruchstücke (Fragmente) mit oder ohne Verschiebung (Dislokation).
In der ärztlichen Dokumentation wird eine Fraktur oft durch das Zeichen # (Rautezeichen) abgekürzt.

## Ursachen
Knochenbrüche sind meist eine Folge einer direkten oder indirekten Gewalteinwirkung im Rahmen eines Unfalls, eines Sturzes, Schlages oder Stoßes. Ein Knochen kann auch durch eine akut einwirkende wiederholte Überlastung teilweise oder vollständig brechen. Ein solcher Ermüdungsbruch ist z. B. eine Marschfraktur eines Mittelfußknochens, auch Stressfraktur genannt.
Tritt ein Bruch auf, obwohl die einwirkende Kraft nicht ausreicht, um einen gesunden Knochen zu brechen, liegt eine pathologische Fraktur vor, auch Spontanfraktur genannt. Dann liegt eine weitere Erkrankung zugrunde, wie beispielsweise eine generalisierte oder lokale Osteoporose, eine Knochenmetastase oder ein gut- oder bösartiger Knochentumor, die die Widerstandsfähigkeit des Knochens herabsetzen.
Vielfach ist ein Knochenbruch mit anderen Verletzungen verbunden. Einerseits können durch den Knochenbruch selbst benachbarte Gefäße und Nerven verletzt werden, oder ein Knochenbruch, der in ein Gelenk reicht, kann mit einer Gelenk-Ausrenkung einhergehen. Durch den Unfall können aber auch Mehrfachverletzungen mit Verletzungen innerer Organe, ein Schädel-Hirn-Trauma oder größere Wunden ausgelöst werden. Bei besonders schweren Mehrfachverletzungen liegt ein Polytrauma vor.
Eine verzögert eintretende Komplikation besonders bei Unterschenkelbrüchen ist ein Kompartmentsyndrom; bei offenen Brüchen besteht ein erhebliches Risiko einer bakteriellen Infektion, die zu einer Sepsis oder Osteomyelitis führen kann.

## Diagnostik
Bei der klinischen Untersuchung werden sichere und unsichere Frakturzeichen unterschieden, wobei das Fehlen von sicheren Frakturzeichen kein sicheres Anzeichen für das Nicht-Vorliegen einer Fraktur ist. Ist eine Fraktur auch im Röntgenbild nicht sichtbar, spricht man von einer okkulten Fraktur.
Die sicheren Frakturzeichen sollten sich ohne Manipulation ergeben, ein spezieller Test sollte im Sinne der Schmerzreduktion und um weitere Begleitverletzungen zu verhindern, vermieden werden. Jedoch sollte bei offensichtlicher Fehlstellung eine sofortige Reposition unter Zug in die natürliche Stellung erfolgen, ebenfalls, um weitere Verletzungen zu verhindern. Sichere Frakturzeichen sind:
- Dislokation wie
  - Achsenfehlstellungen (z. B. Fuß zeigt in die falsche Richtung)
  - aus der Wunde ragende Knochenteile
  - Stufenbildungen in der Knochenkontur
  - Knochenlücken (Diastasen)
- abnorme Beweglichkeit
- Knirschen der Bruchstelle (Krepitation).

Ein Frakturspalt im Röntgenbild oder in der Fraktursonografie ist systematisch gesehen eigentlich kein sicheres klinisches Frakturzeichen, da es sich nicht aus der klinischen Untersuchung ergibt, sondern aus der weiteren Bildgebung.
Alle klinischen Zeichen, die auch ohne Knochenbruch auftreten können, sind also nicht beweisend und gelten als unsichere Frakturzeichen. Dies sind insbesondere die fünf Entzündungszeichen:
- Schmerz (Dolor)
- Schwellung (Tumor)
- Röte (Rubor)
- Wärme (Calor)
- eingeschränkte Beweglichkeit (Functio laesa)

Ein weiteres unsicheres Frakturzeichen ist der Bluterguss (Hämatom).
Sehr wichtig bei der Untersuchung ist auch der Ausschluss peripherer Nerven- und Gefäßverletzungen, was durch das Testen der Sensibilität und Muskelkraft distal des Bruches sowie das Tasten der peripheren Pulse erfolgt. Da Verletzungen von Gefäßen und Nerven noch bis zur stabilen Versorgung auftreten können und ein Kompartmentsyndrom erst verzögert auftritt, müssen diese Tests regelmäßig wiederholt werden.
Zum Einsatz zum Erkennen eines Knochenbruches kommt neben Röntgenuntersuchungen auch die Ultraschalldiagnostik. Die Fraktursonografie eignet sich besonders gut bei kindlichen oberflächlichen Knochen, so dem handgelenknahen Speichenbruch. Ein Vorteil des Ultraschallverfahrens bei Knochenbrüchen ist, dass keine Strahlenbelastung anfällt, Nachteile sind die unzureichende Standardisierung im Vergleich zu einem Röntgenbild, die Notwendigkeit einer entsprechenden Fachkompetenz (während Röntgenaufnahmen meist von Medizinisch-technischen Assistenten durchgeführt werden) und der größere Zeitaufwand.

## Einteilung der Frakturen
Man unterscheidet Frakturen nach mehreren Kriterien:
- Zahl der Fragmente
- Lokalisation
- Vollständigkeit (komplett/inkomplett)
- AO-Klassifikation
- offene und geschlossene Frakturen

### Nach der Zahl der Fragmente
- Einfragmentfrakturen (nur ein Frakturspalt)
- Stückfrakturen (bis zu drei zusätzliche Fragmente)
- Trümmerfrakturen (mehr als drei zusätzliche Fragmente)

### Nach der Lokalisation
- Schaftfrakturen (diaphysäre Frakturen)
  - Humerusschaftfraktur
- Gelenknahe Frakturen (metaphysäre Frakturen)
  - Schenkelhalsfraktur (SHF)
  - Radiuskopfbruch
- Gelenkfrakturen (Frakturen mit Beteiligung der Gelenkfläche und Luxationsfrakturen)
- Wirbelbruch
- Frakturen des Rumpfs
  - Beckenfraktur
  - Rippenfraktur
  - Klavikulafraktur
- Schädel
  - Schädelbasisbruch
  - Oberkieferfraktur
  - Unterkieferfraktur

### AO-Klassifikation
Eine systematische Klassifikation der Frakturen der langen Röhrenknochen wurde 1958 von der Arbeitsgemeinschaft für Osteosynthesefragen (AO) entwickelt. Diese AO-Klassifikation wird heute allgemein als Grundlage der Beschreibung von Frakturen sowohl im klinischen Alltag als auch in wissenschaftlichen Veröffentlichungen verwendet.
Die AO-Klassifikation besteht primär aus vier Zahlen oder Buchstaben zur Beschreibung eines Knochenbruches. Weitere Codes beschreiben den assoziierten Haut-, Weichteil- und vaskulärnervösen Schaden. Die erste Ziffer beschreibt die betroffene Körperregion (z. B. 2 = Unterarm, d. h. Speiche oder Elle). Die nächste Ziffer beschreibt die genauere Lokalisation und unterscheidet körpernahe/proximale Brüche (1), Schaftbrüche (2, diaphysär) und körperferne/distale Frakturen (3). Es folgt ein Buchstabe A–C, der die Komplexität des Bruches anzeigt und sich in der Beschreibung unterscheidet, je nachdem, ob der Bruch im Schaft- oder Gelenkbereich lokalisiert ist. Die nachfolgende Ziffer unterteilt nochmals in einfach, mehrfache und komplexe Brüche.
Beispiele sind:
- 22A1 – eine einfache Fraktur in der Mitte des Unterarms, medizinisch ausgedrückt eine Ulnaschaftfraktur
- 23C3 – eine schwere Fraktur des distalen Unterarmes mit Gelenkbeteiligung, wobei sowohl Ulna als auch Radius mehrfach zersplittert sind (Trümmerfraktur des Handgelenkes)
- 32A3 – eine Fraktur in der Mitte des Femur mit zusätzlicher Achsenfehlstellung

### Offene oder geschlossene Fraktur
Des Weiteren wird zwischen offenen Frakturen und geschlossenen Frakturen unterschieden. Offene Brüche sind meist komplizierter als geschlossene; durch die Verletzung der Haut ist zusätzlich Infektionsgefahr gegeben.
Der Schweregrad der Weichteilverletzung wird nach Tscherne und Oestern in beiden Fällen wie folgt dokumentiert:

#### Geschlossene Frakturen
- Grad 0: Keine oder unbedeutende Weichteilverletzung, indirekte Gewalteinwirkung, einfache Frakturform
- Grad I: Oberflächliche Hautabschürfung oder Quetschung (Kontusion) durch Fragmentdruck von innen, einfache bis mittelschwere Frakturform
- Grad II: Tiefe, verschmutzte Hautabschürfung, Kontusion durch direkte Gewalteinwirkung, drohendes Kompartmentsyndrom, mittelschwere bis schwere Frakturform
- Grad III: Ausgedehnte Hautkontusion oder Zerstörung der Muskulatur, subkutanes Décollement, manifestes Kompartmentsyndrom, Verletzung eines Hauptgefäßes

#### Offene Frakturen

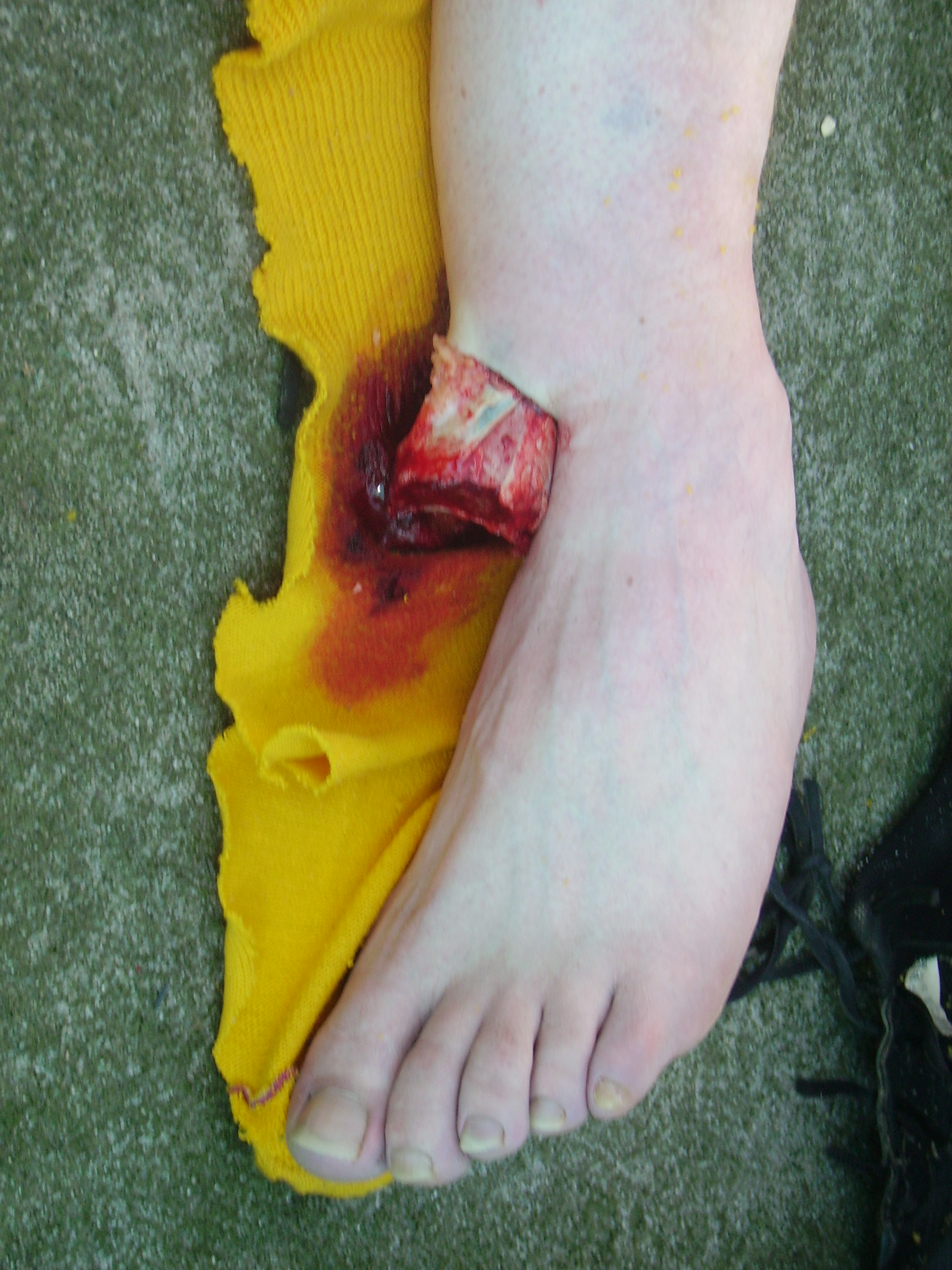
Offene Luxationsfraktur: Aufgrund des Bildes alleine kann der Grad der Weichteilschädigung nicht sicher angegeben werden

- Grad I: Durchspießung der Haut, unbedeutende Verschmutzung (Kontamination), einfache Frakturform.
- Grad II: Durchtrennung der Haut, umschriebene Haut- und Weichteilkontusion, mittelschwere Kontamination, alle Frakturformen
- Grad III: Ausgedehnte Weichteildestruktion, häufig Gefäß- und Nervenverletzung, starke Wundkontamination, ausgedehnte Knochenzertrümmerung
- Grad IV: „Subtotale“ (d. h. unvollständige) Amputationsverletzung, wobei weniger als ein Viertel des Weichteilmantels intakt ist und ausgedehnte Verletzungen von Nerven und Blutgefäßen vorliegen.

Im anglo-amerikanischen Sprachraum wird für die offenen Frakturen meist die Klassifikation nach Gustilo und Anderson verwendet, die der vorstehenden Klassifikation sehr ähnlich ist, jedoch statt Grad IV anzugeben, den Grad III in Grad IIIA-C (IIIa: Knochen von Periost bedeckt; IIIb: Knochen deperiostiert und starke Kontamination mit Keimen; IIIc: mit Gefäßverletzung) unterteilt.

## Übersicht der Frakturformen

### Impressions-/Expressionsfraktur
Frakturen, die meist auf Schädelknochen bezogen sind. Bei der Impressionsfraktur werden durch Einwirkung von außen Teile des Knochens nach innen gedrückt. (Vgl. auch Trepanation). Bei der Expressionsfraktur werden durch Druck/Beschleunigung des Gehirns dünne Knochenanteile (Schädelbasis, Augenhöhle) nach außen gedrückt.

### Querfraktur
Eine Querfraktur (oder ein Querbruch) ist eine einfache, querverlaufende Fraktur. Sie entsteht oft durch direkte Krafteinwirkung auf die feststehende Extremität, z. B. durch eine Blutgrätsche beim Fußball.

### Schrägfraktur
Eine Schrägfraktur (oder ein Schrägbruch) ist eine Querfraktur mit in unterschiedlichem Winkel schrägverlaufender Frakturlinie. Der Unfallhergang ist ebenfalls ähnlich, nur mit schräg einwirkender Kraft. Bereits Aulus Cornelius Celsus teilte Knochenbrüche in Querbrüche, Schrägbrüche und Splitterbrüche ein.

### Biegungsfraktur
Entsteht durch Abknickung der Extremität an einer Kante oder direkte Schlageinwirkung. Es kann ein Querbruch, Schrägbruch oder ein Stückbruch (Schrägbruch mit Biegungskeil) vorliegen. Ein Beispiel ist die so genannte Parierfraktur, bei der es durch direkte Gewalteinwirkung zu einer isolierten Fraktur der Elle (Ulna) im Schaftbereich kommt. Ein weiteres Beispiel ist der Messerer-Keil oder Messerer-Bruch.

### Spiral- oder Torsionsfraktur

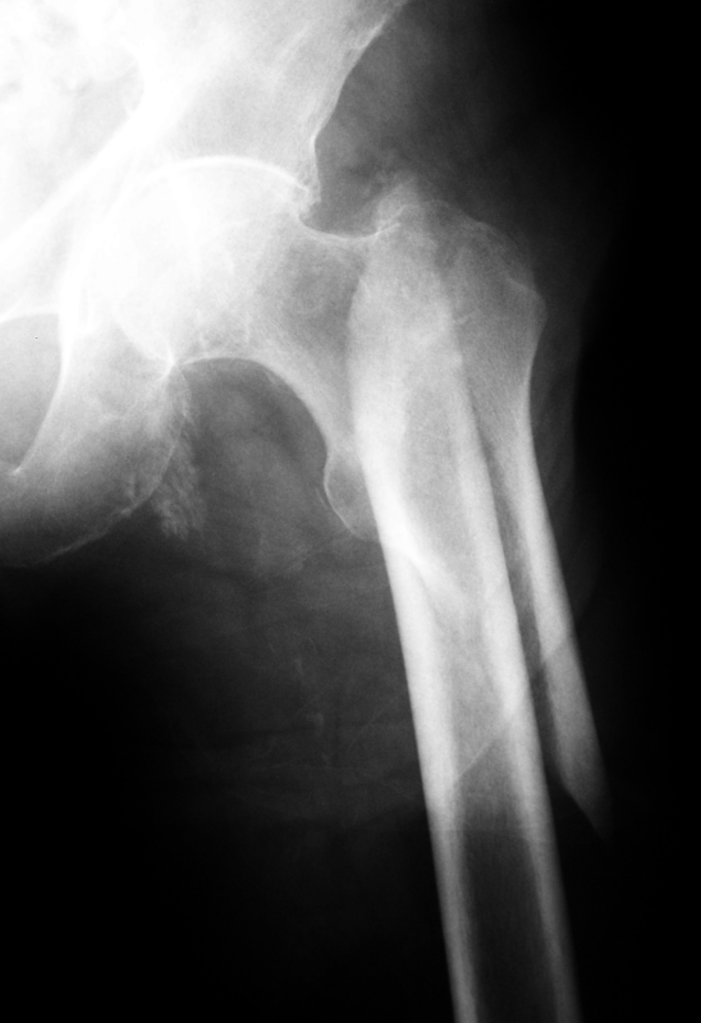
Eine lange Spiralfraktur des proximalen Oberschenkels

Auf kürzerer oder längerer Strecke spiralförmig verlaufende Frakturlinie. Entsteht durch indirekte Gewalteinwirkung (Verdrehung der feststehenden Extremität). Häufig beim alpinen Skisport.

### Berstungsfraktur
Kommt am knöchernen Schädel vor. Fraktur durch Einwirkung stumpfer Gewalt. Sternförmige Frakturlinien, oft auch mit Eindrückung von Fragmenten.

### Kompressionsfraktur
Fraktur durch Gewalteinwirkung auf die Längsachse eines Knochens. Unfallhergang oft Sturz aus größerer Höhe.
Beispiele:
- Fersenbeinfraktur (Dachdeckerfraktur)
- Radiusköpfchenfraktur
- Schienbeinkopffraktur
- Wirbelkörperfraktur

### Abrissfraktur
Die Abrissfraktur wird auch „knöcherner Ausriss“ genannt. Als Mechanismus liegt eine plötzliche Spannungssteigerung einer Sehne oder eines Bandes am knöchernen Ansatz zugrunde. Aufgrund der – vor allem bei jüngeren Menschen – höheren Zugfestigkeit der Sehnen und Bänder im Vergleich mit dem Knochen wird eine Kortikalisschale oder gar ein ganzes Knochenfragment abgerissen.
Beispiele:
- Außenknöchelbruch (Weber-A)
- Abriss der Basis des V. Mittelfußknochens (durch die Sehne des Musculus peroneus brevis)
- Abriss des Epicondylus ulnaris bei der Ellbogenluxation

Eine Sonderform stellt beim Kind der Abriss der Tuberositas tibiae durch die Patellarsehne dar, weil die knorpelige Anlage eine Fortsetzung der Tibiaepiphyse darstellt, somit es zur Mitbeteiligung der Gelenkfläche kommen kann.
Nach J. A. Ogden erfolgt eine Unterteilung in
- I: Abriss des distalen Teiles der Tuberositas
- II: Abriss der Tuberositas und/oder Teilen der Epiphyse
- III: Ausdehnung der Verletzung durch die Epiphyse in den Gelenkspalt.[10]

Eine weitere Sonderform ist die Fraktur der Eminentia intercondylaris, zumeist im Kindesalter auftretend.
Hier erfolgt die Einteilung nach Meyers und McKeever:
- Typ I: undisloziert
- Typ II: partiell
- Typ III: komplett disloziert

### Abscherfraktur
Auch Meißelfraktur genannt: Bei Stauchung eines Gelenkes wird ein Teil des Knochens wie mit einem Meißelschlag abgeschert. Kommt am Speichenköpfchen und am Schienbeinkopf vor.

### Grünholzfraktur
Die Grünholzfraktur (erstmals von Soranos von Ephesos im 1. Jahrhundert beschrieben) ist eine Frakturform bei Kindern, bei der die Knochenhaut (Periost) nicht reißt. Es kommt zu einer Knickbildung wie bei einem frischen grünen Zweig.

### Ermüdungsfraktur
Die Ermüdungsfraktur (Synonyme: Ermüdungsbruch, Stressfraktur) ist eine Fraktur durch ständige zyklische Belastung eines Knochens; am Mittelfußknochen wird sie auch „Marschfraktur“ genannt.
Die Diagnostik gestaltet sich schwierig, da auf der Röntgen-Aufnahme eine solche Fraktur erst nach einer periostalen Reaktion nach einigen Wochen sichtbar wird. Zur Diagnose und zur Unterscheidung von anderen Erkrankungen ist eine Magnetresonanztomographie geeignet.
Pathologische Frakturen sind Knochenbrüche ohne „adäquates Trauma“ d. h. ohne größere äußere Krafteinwirkung bei Knochen, die durch Tumorabsiedlungen (Metastasen) oder durch tumorartige Veränderungen (z. B. Knochenzysten) krankhaft geschwächt sind. Häufig in den Knochen metastasierende Tumoren sind z. B. das Mammakarzinom (Brustkrebs) und das Prostatakarzinom. Die pathologische Fraktur ist abzugrenzen von Stressfrakturen und Insuffizienzfrakturen.
Bei Insuffizienzfrakturen bricht der Knochen infolge struktureller Schwäche schon unter normaler oder leicht gesteigerter Belastung. In der Regel liegt ein reduzierter Kalksalzgehalt des Knochens (Osteoporose) vor. Beispiele sind Kompressions- oder Sinterungsfrakturen der Wirbelkörper mit Höhenverlust und Deformierungen der Wirbelsäule bis hin zum sogenannten „Witwenbuckel“ oder spontane Brüche des Kreuzbeins.
Bei Stressfrakturen hingegen treten Brüche in normal stabilem Knochen durch repetitive, chronische Überlastung z. B. im Rahmen exzessiver sportlicher Betätigung auf.

## Komplikationen
Beispiele:
- Verletzungen von Nerven, Gefäßen, Gelenken und anderen benachbarten Strukturen
- Kompartmentsyndrom
- Volumenmangelschock durch äußere oder innere Blutungen (Bei Blutung aus einem großen Röhrenknochen können 500 bis 3000 ml Blut austreten.[13])
- Infektion (posttraumatische Osteomyelitis)
- Pseudarthrose (Ausbildung eines falschen Gelenkes durch nicht erfolgtes Zusammenwachsen der Knochenenden)
- Sudeck-Dystrophie (komplexes regionales Schmerzsyndrom)
- Fettembolie
- Brückenkallus
- ischämische Kontraktur

## Frakturheilung und Behandlung
Im Wesentlichen muss die Entscheidung getroffen werden, ob eine konservative Frakturbehandlung z. B. durch eine Gipsruhigstellung oder eine operative Behandlung erfolgt. Zur konservativen Behandlung zählt auch die geschlossene Reposition einer Fehlstellung unter Narkose mit anschließendem Gips. Bei operativem Vorgehen erfolgt meist eine offene Reposition der Knochenbruchteile und deren anschließende Fixierung durch eine Osteosynthese („ORIF“ – open reduction and internal fixation). Generell empfiehlt sich eine operative Korrektur bei mehreren Fragmenten, nicht geschlossen reponierbaren Frakturen, bei anhaltenden Instabilitäten, bei Frakturen, die ins Gelenk reichen. Eine absolute OP-Indikation besteht bei Vorliegen eines arteriellen Verschlusses, einer Nervenverletzung oder eines Kompartmentsyndroms. Auch bei offenen Frakturen erfolgt meist eine Operation, um ein Débridement durchführen zu können und weil durch eine sichere Stabilisierung die Gefahr einer späteren Infektion vermindert wird. Bei großen Defekten müssen oft auch mehrere Wiederholungseingriffe zur Sanierung und zum Débridement erfolgen.
Im Wesentlichen richtet sich das Vorgehen aber neben der Art des Bruches auch danach, welcher Knochen betroffen ist, nach den Begleiterkrankungen und Begleitverletzungen des Patienten, außerdem nach den verfügbaren Ressourcen.

## Erste Hilfe

### Maßnahmen
Der Knochenbruch wird durch den Ersthelfer weder eingerenkt noch gerichtet, es sollen keine unnötigen Schmerzen verursacht werden. Der Verunglückte ist so wenig wie möglich zu bewegen oder zu transportieren. Man lässt den Patienten die Schonhaltung einnehmen, lagert die Bruchextremität ruhig und stellt, wenn nötig, den Bruchbereich über die angrenzenden Gelenke hinaus mit einer Alu-Polsterschiene oder geeignetem weichem Polstermaterial (z. B. zusammengerollte Decken, Dreiecktücher aus dem Verbandkasten, Kleidungsstücke, Kissen o. Ä.) ruhig: Der gebrochene Körperteil wird mit dem Material vorsichtig umpolstert und ansonsten in der vorgefundenen Lage belassen. Wenn es sich um einen offenen Bruch handelt, sollte die Wunde mit keimfreien Wundauflagen oder einem Verbandtuch bedeckt werden. Weitere Manipulationen der Bruchstelle sind dem Rettungsdienst zu überlassen. Dieser sollte nach Abschluss der Soforthilfemaßnahmen alarmiert werden.
Bei den Erste-Hilfe-Maßnahmen ist auf die aktuelle Position des Verletzten Rücksicht zu nehmen. Er wird von sich aus eine Schonhaltung einnehmen, hierbei gilt es, den Patienten dabei zu unterstützen und zu entlasten. Die Lagerung sollte sicher und ausreichend geschützt vor Unterkühlung oder Überhitzung sein. Da bei der Fraktur großer Knochen oder mehrerer Knochen sowie bei eventuellen Weichteilschäden oder inneren Verletzungen die Gefahr eines Schocks besteht, sollte der Verletzte nicht allein gelassen werden. Bei der Lagerung ist darauf zu achten, dass im Falle eines Schocks genügend Platz für entsprechende Maßnahmen besteht.
Bei geschlossenen Brüchen kommt es häufig zu einer Schwellung. Um eine solche zu verhindern, sollte der Bereich des Knochenbruchs mit kalten Umschlägen o. Ä. vorsichtig gekühlt werden, hierbei ist darauf zu achten, dass das Hilfsmittel, welches zum Kühlen verwendet wird nicht zu kalt ist, denn dadurch könnte eine Unterkühlung entstehen. Durch das Kühlen kann das Einbluten in das Gewebe reduziert und die Schmerzen des Betroffenen – beides ebenfalls Risikofaktoren für einen lebensbedrohlichen Schock – gelindert werden.
Durch offene Brüche verursachte blutende Wunden werden wie andere Blutungen auch versorgt – sterile Wundauflage aber kein Druckverband! Hervorstehende Knochenteile sind dabei gegebenenfalls wie Fremdkörper zu behandeln, das heißt schonend und steril abdecken.

### Weitere Versorgung
Nach der ruhigen Lagerung wird mit den weiteren Maßnahmen zur Versorgung des Patienten fortgefahren, wichtig ist dabei
- Überwachung auf Schock
- Kontrolle der Vitalparameter (Atmung, Puls) in regelmäßigen Abständen
- Versorgung von blutenden Wunden
- Erhaltung der Körperwärme (siehe Unterkühlung), zum Beispiel mit Hilfe einer Rettungsdecke oder Kleidungsstücken
- DMS-Kontrolle (Durchblutung, Motorik, Sensorik)
- gegebenenfalls Stabilisierung der Körper- und Lebensfunktionen (Intensivmedizin, Reanimation)

## Häufigkeit (Beispiele)
In Deutschland wurden 2019 insgesamt 688.403 Frakturen registriert. Die Inzidenz betrug 1.014,4 (jeweils pro 100.000 Einwohner). Die häufigste Fraktur war die Schenkelhalsfraktur (Inzidenz 120,2). Die Häufigkeit von Frakturen war bei Frauen (1262,5) höher als bei Männern (754,7).
Hüftfrakturen sind nach neuen Studiendaten offenbar häufiger als bisher angenommen: Schätzungsweise 141 pro 100.000 Einwohner erleiden jährlich in Deutschland eine Femurkopffraktur. Damit sind diese Frakturen als häufiges Ereignis zu bezeichnen. Icks et al. hatten auf Basis der Krankenhausdiagnosestatistik bundesweit alle Entlassungsfälle mit der Diagnose Hüftfraktur im Jahr 2004 analysiert. Es wurden 116.281 Patienten mit mindestens einem Krankenhausaufenthalt pro Jahr wegen Hüftfraktur errechnet. Das entspreche einer Inzidenz von 141 pro 100.000 Einwohner. Bisher wurde die Inzidenz aufgrund von Daten einer großen bundesweiten Krankenkasse auf 122 pro 100.000 Einwohner geschätzt. Hüftfrakturen sind bei Osteoporose-Patienten außer Wirbelfrakturen eine besonders gefürchtete Komplikation. Denn schätzungsweise 30 Prozent der Betroffenen sterben innerhalb eines Jahres. Und: Jeder Dritte mit Hüftfraktur wird dauerhaft invalide.

## Historische Literatur
- Hermann Lossen: Grundriss der Frakturen und Luxationen. Für Studierende und Ärzte. Ferdinand Enke, Stuttgart 1897.
- Heinrich Bürkle de la Camp: Wandlungen und Fortschritte in der Lehre von den Knochenbrüchen. In: Langenbecks Archiv für klinische Chirurgie. Band 276, 1953, S. 163 ff., und Band 279, 1954, S. 26 ff.